# CoronaMelder

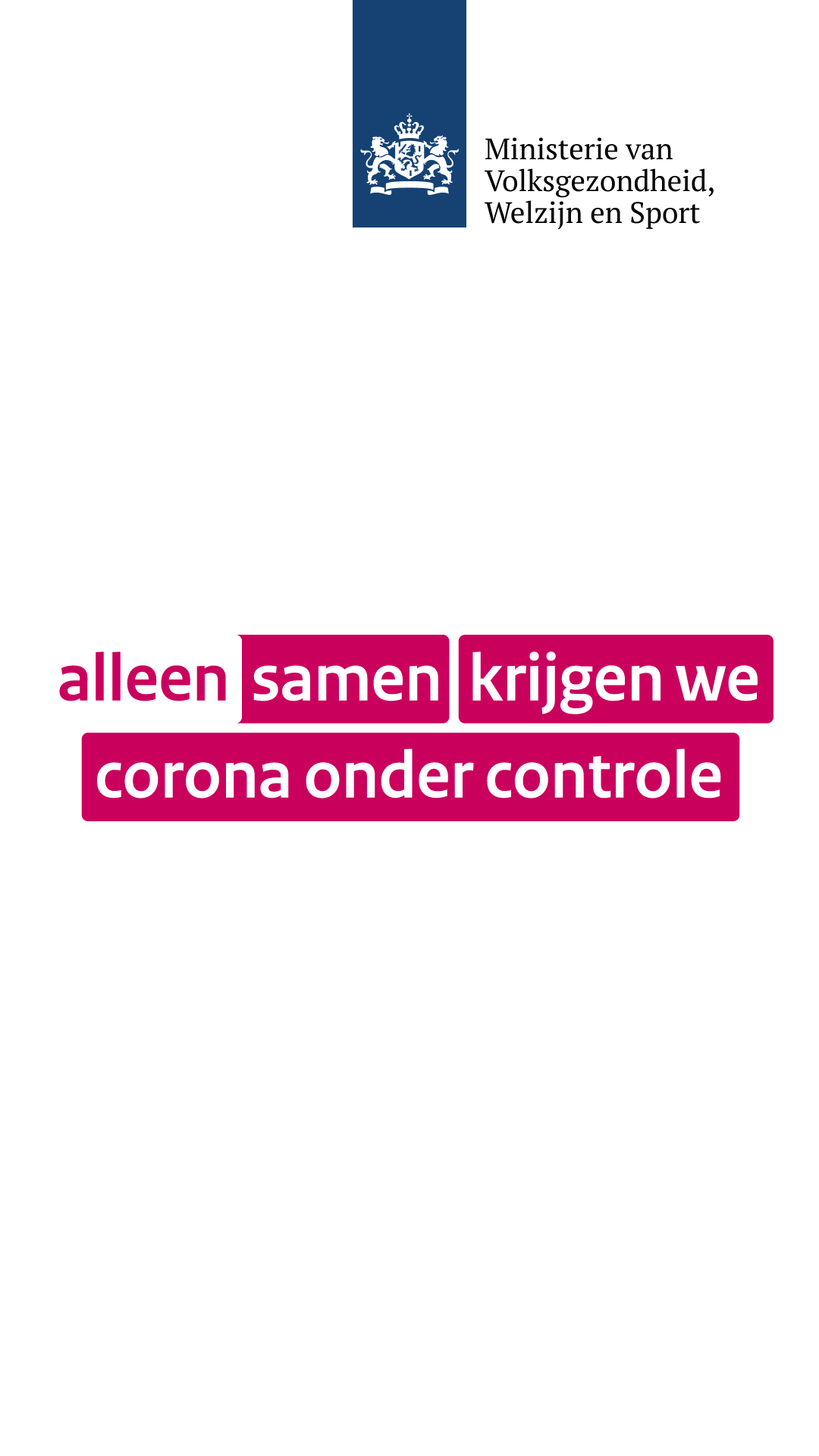
Openingsscherm van de Coronamelder

CoronaMelder is een in opdracht van de Nederlandse overheid ontwikkelde COVID-19-app. De app is een aanvulling op het bron- en contactonderzoek van de Gemeentelijke gezondheidsdienst (GGD). Met de app kan een gebruiker andere gebruikers waarschuwen als later bij de gebruiker COVID-19 wordt vastgesteld. De app zal per 22 april 2022 niet meer functioneren.

## Geschiedenis

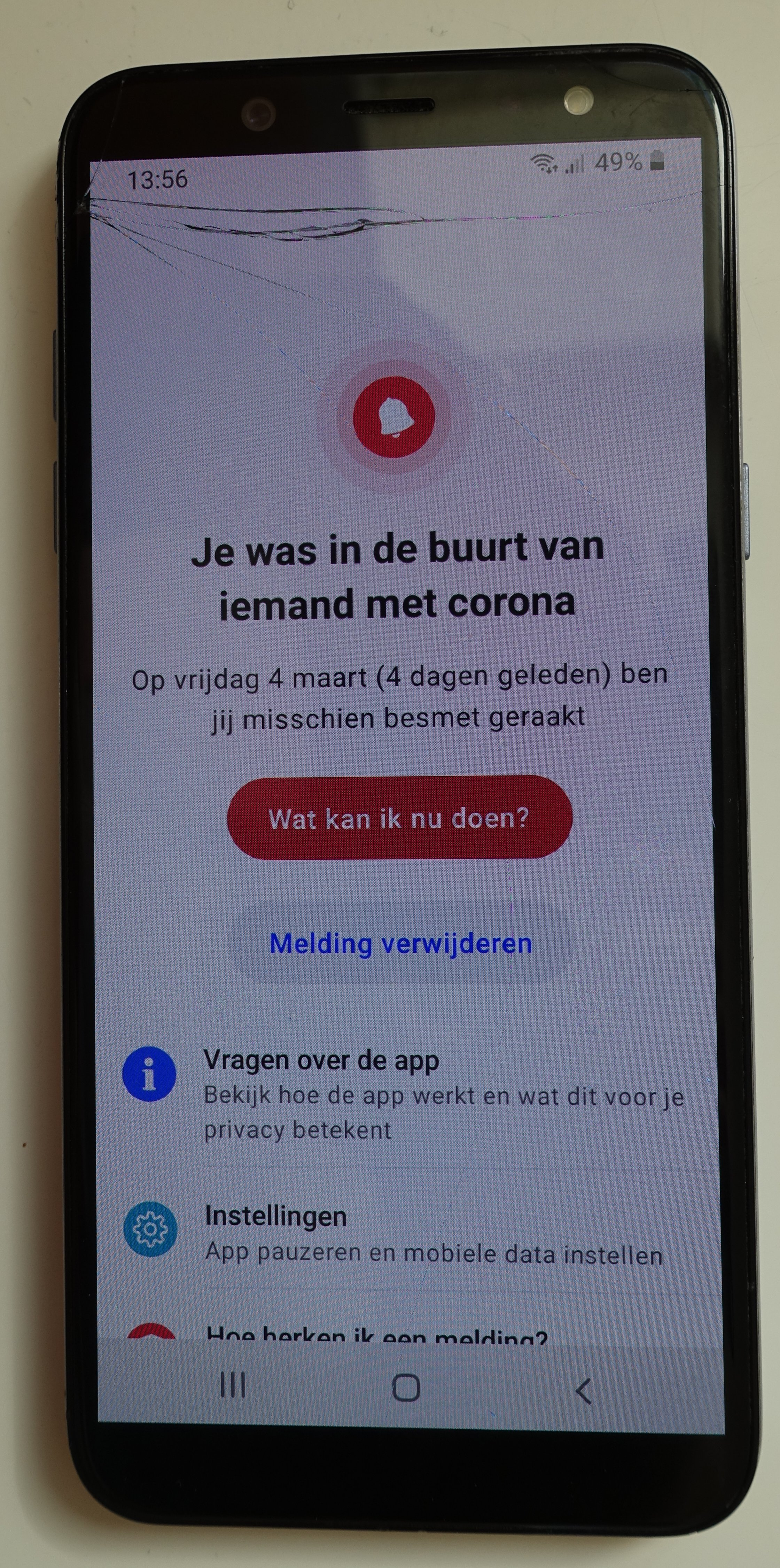
Melding van de app nadat de telefoon in de buurt is geweest van een telefoon waarvan de eigenaar ook de CoronaMelder heeft geïnstalleerd en die na een test bij de GGD besmet bleek te zijn met COVID.

### Appathon
Op 7 april 2020 werd er bij een persconferentie van het kabinet door minister Hugo de Jonge bekendgemaakt dat er overwogen wordt om in Nederland een corona-app te introduceren. Bedrijven konden voorstellen indienen voor een dergelijke app. Er werden uiteindelijk 750 voorstellen ontvangen.
Zeven apps werden uiteindelijk in overweging genomen. De apps werden tijdens een zogeheten appathon op 18 en 19 april gepresenteerd aan het Ministerie van Volksgezondheid, Welzijn en Sport (VWS). Zes van de gekozen apps bleken bluetooth te gebruiken voor het bijhouden van contactmomenten. De verwerking en beveiliging van persoonsgegevens werd beoordeeld door de Autoriteit Persoonsgegevens. Die gaf al op 20 april aan geen oordeel te kunnen geven omdat  VWS niet duidelijk had aangegeven binnen welke (privacy)kaders de app diende te functioneren. Als gevolg daarvan waren de ontwerpen onvoldoende uitgebouwd.

### Start ontwikkeling eigen app
Daarop besloot VWS op 22 april 2020 om zelf een app te laten ontwikkelen. Op 8 juni werd deze app voor het eerst getest. De focus lag hierbij op het testen van bluetooth-verbindingen. Vervolgens werd de app getest op gebruiksvriendelijkheid. Op 8 juli werd bekend dat de app de naam CoronaMelder zou gaan dragen. In juli werd de toegankelijkheid van de app getest door onder andere slechtzienden/blinden, slechthorenden/doven en mensen die geen Nederlands spreken.  
Tussen 8 en 13 juli werd de app getest door middel van een grootschalige veldtest in Twente door zo'n 1500 deelnemers. In juli werd door de Autoriteit Persoonsgegevens een DPIA (data protection impact assessment) uitgevoerd dat is gericht op privacy en dataverwerking, gevolgd door een penetratietest om te toetsen of de app aan de beveiligingseisen voldoet. 
In augustus werd het werkproces van de GGD'en met de app geoptimaliseerd. Vanaf 17 augustus kwam de app beschikbaar in de appstores en werkte deze volledig, maar werd hij enkel ondersteund in een aantal GGD-regio's. Verder vonden er praktijktesten en uitvoeringstoetsen in meerdere GGD-regio's plaats. De CoronaMelder was vanaf 10 oktober te gebruiken in heel Nederland.

## Beschikbaarheid

### Besturingssystemen
De app werkt op iPhones met het besturingssysteem iOS 13.5 of nieuwer en op de meeste Android-telefoons die werken met versie 6 of nieuwer. Het is niet duidelijk of de App ook samenwerkt met in het buitenland gangbare vergelijkbare apps, waarschijnlijk wel omdat ze allemaal gebruik maken van dezelfde broncode.

## Varia
- De broncode van de app en de achterliggende systemen zijn openbaar en beschikbaar via GitHub.[8]